# دیدارهای فوتبال افغانستان و ایران
تیم‌های ملی فوتبال مردان بزرگسالان افغانستان و ایران با استناد به برخی منابع تاکنون ۳ بار در مقابل یکدیگر قرار گرفته‌اند که حاصل این ۳ بازی، ۲ برد برای ایران و ۱ مساوی می‌باشد.

## نخستین بازی
نخستین تقابل ایران و افغانستان که ادعا می‌شود نخستین بازی ملی هر دو کشور نیز هست در ۳ شهریور ۱۳۲۰ در کابل برگزار شد و با نتیجه ۰–۰ مساوی خاتمه یافت.

## بهترین برد
بهترین برد، پیروزی ایران در برابر افغانستان کسب نتیجه ۶ بر ۱ می‌باشد که در ۲۳ خرداد ۱۴۰۲ حاصل شده‌است.

## بررسی کلی بازیها
| بردهای ایران     | ۲ بازی |                 | گل‌های ایران | ۱۰                               |        | بازی‌های برگزار شده در ایران | ۱ بازی |
| مساوی            | ۱ بازی | گل‌های افغانستان | ۱ گل        | بازی‌های برگزار شده در کشور بی‌طرف | ۱ بازی |                             |        |
| بردهای افغانستان | ۰ بازی |                 |             | بازی‌های برگزار شده در افغانستان  | ۱ بازی |                             |        |
| مجموع بازی‌ها     | ۳ بازی | مجموع گل‌ها      | ۱۱ بازی     | مجموع بازی‌ها                     | ۳ بازی |                             |        |

## عنوان بازی‌ها
| #   | عنوان بازی          | تعداد بازی | برد ایران | برد افغانستان | مساوی |
| --- | ------------------- | ---------- | --------- | ------------- | ----- |
| ۱   | قهرمانی آسیای مرکزی | ۱          | ۱         | ۰             | ۰     |
| ۲   | دوستانه             | ۲          | ۱         | ۰             | ۱     |
| جمع | جمع                 | ۳          | ۲         | ۰             | ۱     |

## میزبان و میهمان
| بازی‌هایی که در ایران برگزار شده است       | بازی‌هایی که در ایران برگزار شده است | بازی‌هایی که در ایران برگزار شده است | بازی‌هایی که در ایران برگزار شده است |
| تیم                                       | برد                                 | مساوی                               | باخت                                |
| ----------------------------------------- | ----------------------------------- | ----------------------------------- | ----------------------------------- |
| ایران                                     | ۱                                   | ۰                                   | ۰                                   |
| افغانستان                                 | ۰                                   | ۰                                   | ۱                                   |
| بازی‌هایی که در افغانستان برگزار شده است   |                                     |                                     |                                     |
| تیم                                       | برد                                 | مساوی                               | باخت                                |
| ایران                                     | ۰                                   | ۱                                   | ۰                                   |
| افغانستان                                 | ۰                                   | ۱                                   | ۰                                   |
| بازی‌هایی که در کشوری بی‌طرف برگزار شده است |                                     |                                     |                                     |
| تیم                                       | برد                                 | مساوی                               | باخت                                |
| ایران                                     | ۱                                   | ۰                                   | ۰                                   |
| افغانستان                                 | ۰                                   | ۰                                   | ۱                                   |

## فهرست کلی بازی‌ها
| # | تاریخ     | نتیجه بازی            | شهر / ورزشگاه                             | عنوان بازی‌ها      | گلزنان                                                                     |
| - | --------- | --------------------- | ----------------------------------------- | ----------------- | -------------------------------------------------------------------------- |
| ۴ | ۱۴۰۴/۶/۷  | ایران - افغانستان     | تاجیکستان، حصار، ورزشگاه مرکزی حصار       | تورنمنت کافا ۲۰۲۵ |                                                                            |
| ۳ | ۱۴۰۲/۳/۲۳ | ایران ۶ - ۱ افغانستان | بیشکک، قرقیزستان، ورزشگاه دولن اومورزاکوف | تورنمنت کافا ۲۰۲۳ | آزمون (۲۰) – طارمی (۲۱ و ۲۸-پ و ۵۱) – جهانبخش (۴۵) – اسدی (۶۷) ** نور (۵۷) |
| ۲ | ۱۳۲۸/۸/۴  | ایران ۴ - ۰ افغانستان | تهران، ایران، ورزشگاه امجدیه              | بازی دوستانه      | مبشر (۲ گل) – برومند (۲ گل)                                                |
| ۱ | ۱۳۲۰/۶/۳  | افغانستان ۰ - ۰ ایران | کابل، افغانستان، ورزشگاه غازی             | بازی دوستانه      | –                                                                          |

## گلزنان
کلا ۶ بازیکن ایرانی با پیراهن تیم ملی ایران موفق به زدن گل به تیم ملی افغانستان شده‌اند که مهدی طارمی با زدن ۳ گل بهترین گلزن ایران در تاریخ جدالهای تیم ملی ایران و تیم ملی افغانستان می‌باشد.

### گلزنان تیم ملی ایران
- ۳ گل: مهدی طارمی
- ۲ گل: حسینعلی مبشر - امیرمسعود برومند
- ۱ گل: سردار آزمون - علیرضا جهانبخش - رضا اسدی

### گلزنان تیم ملی افغانستان
- ۱ گل: فرشاد نور